# Hank Cochran
Garland Perry Cochran, detto Hank (Isola, 2 agosto 1935 – Nashville, 15 luglio 2010), è stato un cantante statunitense.

## Discografia
Album studio
- 1965 - Hits from the Heart (RCA Victor Records, LPM/LSP-3303)
- 1965 - Going in Training (RCA Victor Records, LPM/LSP-3431)
- 1968 - The Heart of Hank (Monument Records, SLP-18089)
- 1978 - With a Little Help from His Friends (Capitol Records, ST-11807)
- 1980 - Make the World Go Away (Elektra Records, 6E-277)

Singoli
- 1962 - Sally Was a Good Old Girl
- 1962 - I'd Fight the World
- 1963 - A Good Country Song
- 1967 - All of Me Belongs to You
- 1978 - Willie
- 1978 - Ain't Life Hell (con Willie Nelson)
- 1980 - A Little Bitty Tear (con Willie Nelson)